# Parabuteo unicinctus
El busardo mixto (Parabuteo unicinctus), también conocido como gavilán acanelado, águila de Harris o peuco, es una especie de ave accipitriforme de la familia Accipitridae.

## Etimología
Parabuteo significa ‘similar a Buteo’ mientras unicinctus significa ‘una sola cinta’, por la banda terminal blanca de su cola.

### Nombre común
| Nombre                       | País      |
| ---------------------------- | --------- |
| Halcón o aguililla de Harris | México    |
| Gavilán mixto                | Argentina |
| Gavilán mixto                | Uruguay   |
| Gavilán alicastaño           | Ecuador   |
| Gavilán acanelado            | Perú      |
| Gavilán andapié              | Venezuela |
| Peuco                        | Chile     |
| Busardo mixto                | España    |
| Aguililla de harris          | España    |

## Descripción
Mide (48.5 a 53.5) cm de longitud total y (102 a 120) cm de envergadura, esta ave se caracteriza por sus alas amplias y redondeadas, junto con una cola larga y ligeramente curvada. Sexos similares; hembra más grande pesando (834 a 1,047) g, macho 725 g. Iris café, cere y lores (desnudos) y tarsos van de amarillo a naranja claro. Pico azulado con punta negra. Resto del cuerpo es café oscuro con excepción de hombros. Plumas cobertoras de la cola blancas. Cola negruzca con banda blanca en la orilla al igual que una ancha banda blanca en la base.
Durante su etapa inmadura, puede ser confundido con otras aves de rapiña, pero sus características distintivas lo hacen único en su hábitat.

## Hábitat
En Norteamérica habita principalmente en el sur de Estados Unidos y en México; en Centroamérica, en el área de confluencia de Honduras, El Salvador y Nicaragua, y en Costa Rica; en Suramérica, por el lado del Pacífico, en Ecuador, Perú, Bolivia y Chile, por el lado del Atlántico, en Brasil, Uruguay y Argentina, principalmente en región noroeste. En México se le encuentra en la península de Baja California; en la vertiente del Pacífico, principalmente desde Sonora hasta Colima; en la vertiente del Golfo, principalmente en Tamaulipas y Veracruz; y en el altiplano mexicano. La especie es poco común o rara y local en el sur de México.
Habita en matorral árido de tierras bajas, matorral árido montano, selva baja caducifolia, pastizales bajos húmedos estacionalmente y recientemente en suburbios de ciudades dentro de desiertos. Se le puede encontrar desde 0 hasta 1900 m s. n. m. Específicamente en México, habita en selva espinosa, matorral xerófilo, pastizal semidesértico y selva baja caducifolia; también en selva húmeda, bosque de pino-encino y en lugares con vegetación acuática y semi-acuática. En el sur y hasta Centroamérica, habita en sabanas y pantanos con árboles dispersos. En México prefiere clima tropical subhúmedo, árido desértico, semiárido estepario y templado subhúmedo con estación seca invernal. La NOM-059-SEMARNAT-2010 considera a la especie como sujeta a protección especial; la UICN2019-1 como de preocupación menor. Sus poblaciones están principalmente amenazadas por la alteración de su hábitat, presencia humana cerca de los nidos, electrocución, escopetazos por parte de los pobladores, trampeo ilegal y ahogamiento. Tiene importancia económica y social ya que es utilizada comúnmente para cetrería o como mascota, por lo que es capturada para comercio ilegal.

## Subespecies

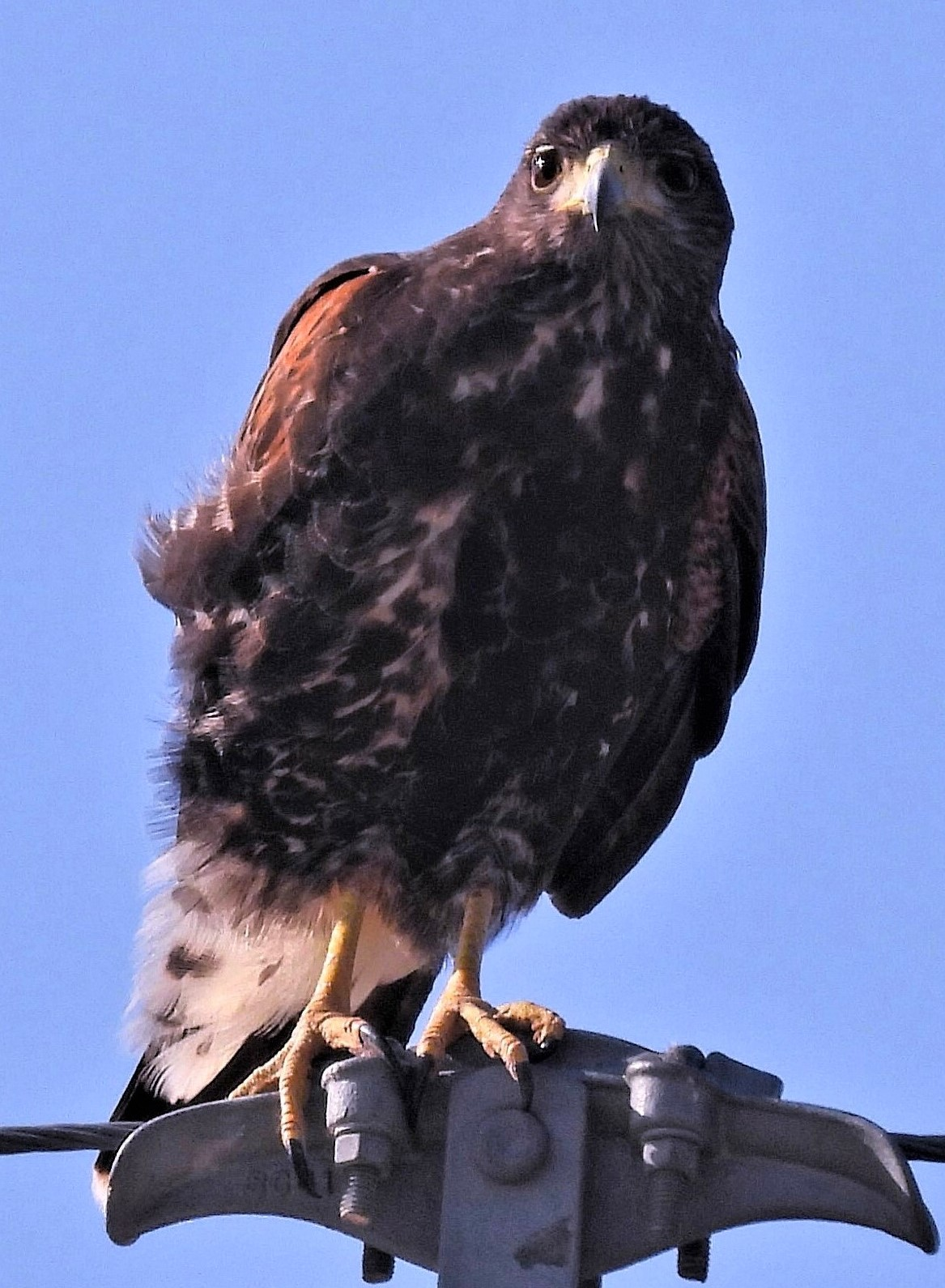
Adulto de la subespecie P. unicinctus unicinctus, en Formosa, Argentina.

Se reconocen dos subespecies de Parabuteo unicinctus:
| Subespecie                      | Región |
| ------------------------------- | --- |
| Parabuteo unicinctus harrisi    | Del sudoeste de los Estados Unidos a la vertiente pacífica de Colombia, Ecuador y Perú. También se cree que las poblaciones de peuco del Norte de Chile son de la spp harrisi. |
| Parabuteo unicinctus unicinctus | Sur de Perú, Bolivia, Paraguay, sur de Brasil, Uruguay, hasta el norte de la Patagonia Argentina y gran parte del territorio de Chile. Se distingue de la subespecie anterior por ser un poco menor en tamaño y tener cola y alas proporcionalmente más largas. Además de que su plumaje adulto rara vez llega a ser de colores uniformes, sino jaspeado de blanco. |

## Características
El adulto tiene un plumaje pardo oscuro a excepción de los hombros, tapadas alares y piernas rufo-rojizo. El final de la cola es blanco. Tiene una longitud de 60 cm y una envergadura alar de 1.20 m; el peso promedio es de 900 g. Cabe mencionar que las hembras son un 10 % más grandes que los machos. Tiene garras fuertes y afiladas. Pico corto y curvo y en la base una cubierta de cera, coloreada conspicuamente. Alas anchas y redondeadas y al volar planean mucho. Los polluelos que aún no tienen los dos años de edad(aproximadamente) poseen en las plumas del pecho y cola un moteado marrón muy muy claro.

## Historia natural
Es una rapaz sociable, viviendo en un grupo familiar similar a las manadas de lobos, llegando incluso a cazar en grupo, su condición de sociable se evidencia en la cría de los polluelos, que es compartida por todos los miembros del grupo. Exhiben una gran variedad de fases de coloración y las aves inmaduras son bastante diferentes a las adultas.
Anidan en árboles o riscos con nidadas de 1 a 6 huevos blancos o celestes con manchas café.
Su dieta principal se basa en liebres, conejos, palomas, roedores y, a falta de ellos, lagartijas y demás reptiles.
Actualmente esta ave goza de gran popularidad en la práctica de la cetrería, dado que su carácter sociable e inteligencia única ha hecho de esta rapaz una de las predilectas para dicha práctica en la modalidad de bajo vuelo; su perfecta adaptabilidad a nuevos entornos ha hecho que esta rapaz sea criada en cautiverio en diferentes centros alrededor del mundo.
En el metro de la Ciudad de México se utilizan aguilillas de Harris entrenadas para ahuyentar palomas cuyo excremento corroe instalaciones eléctricas. De igual manera se emplean estas aves en el Aeropuerto Internacional de la Ciudad de México y en el de Uruguay.

## Galería de imágenes

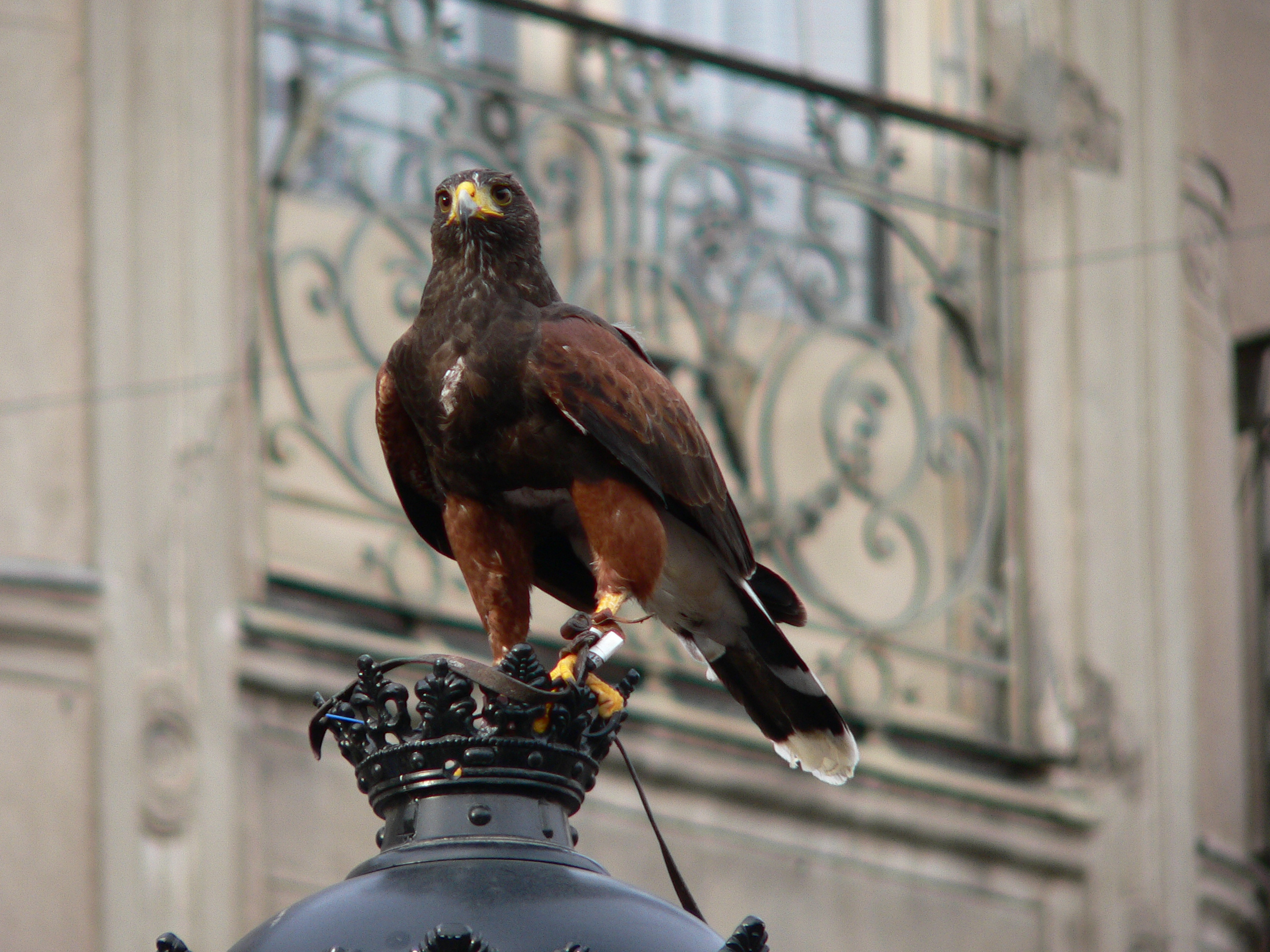
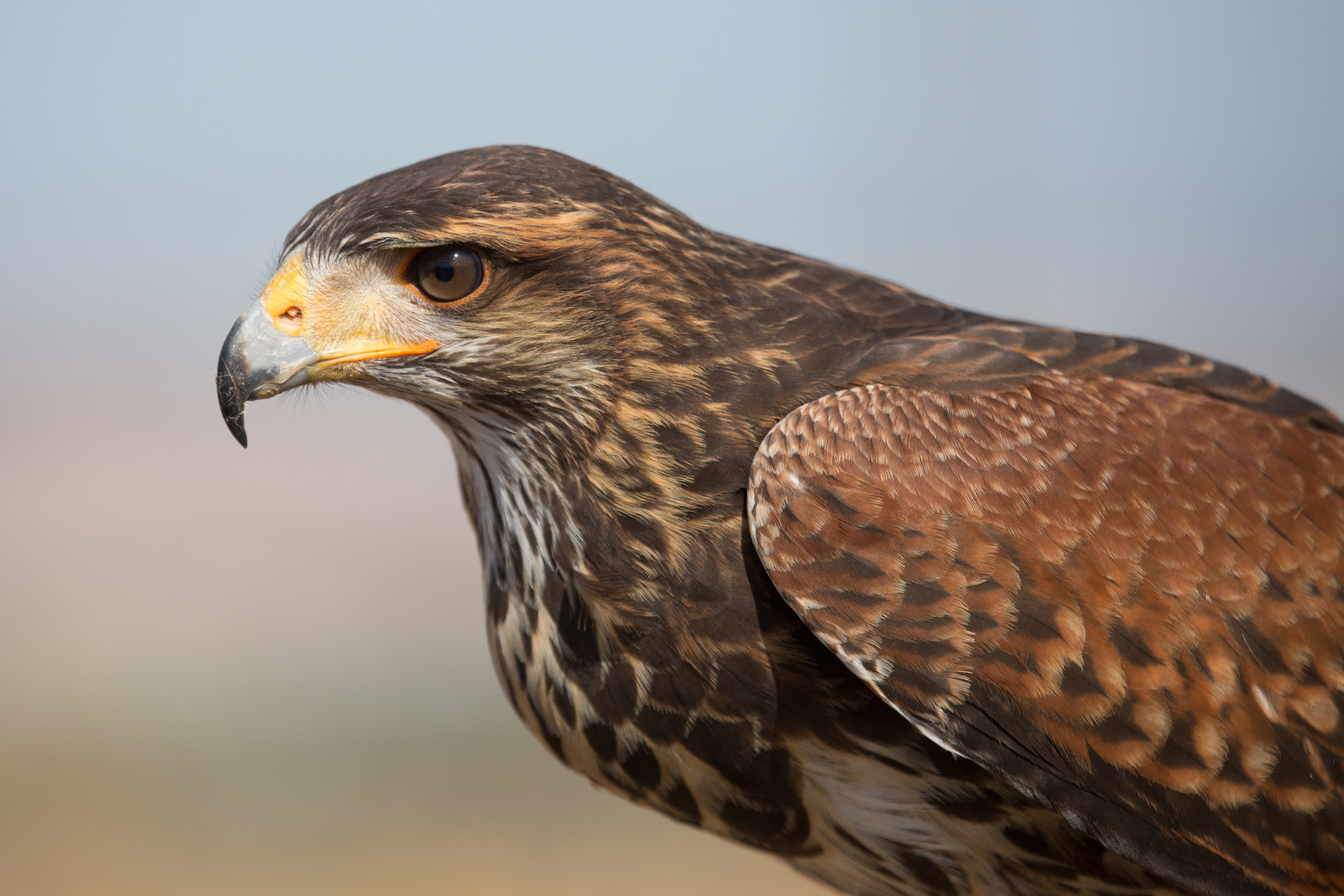
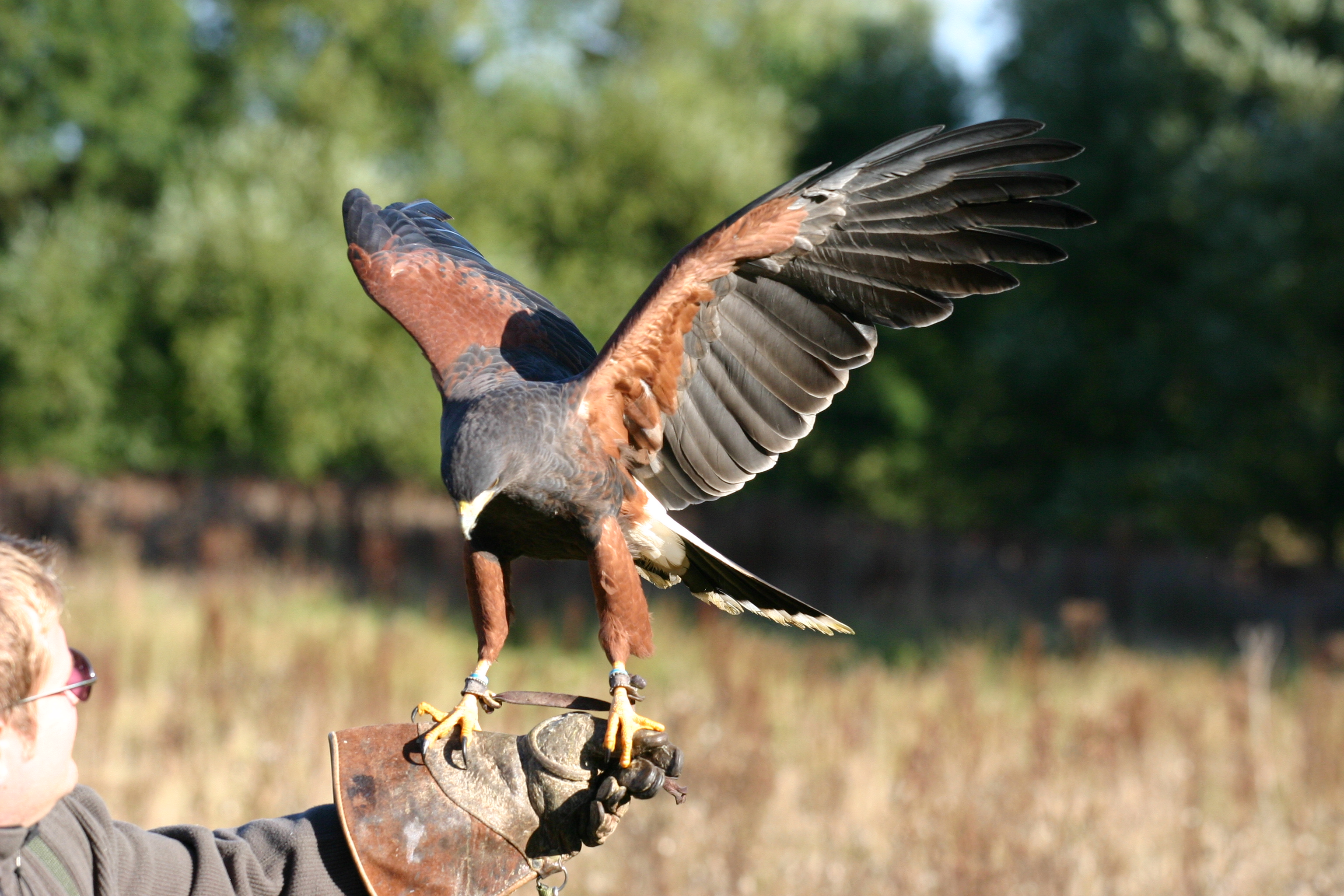
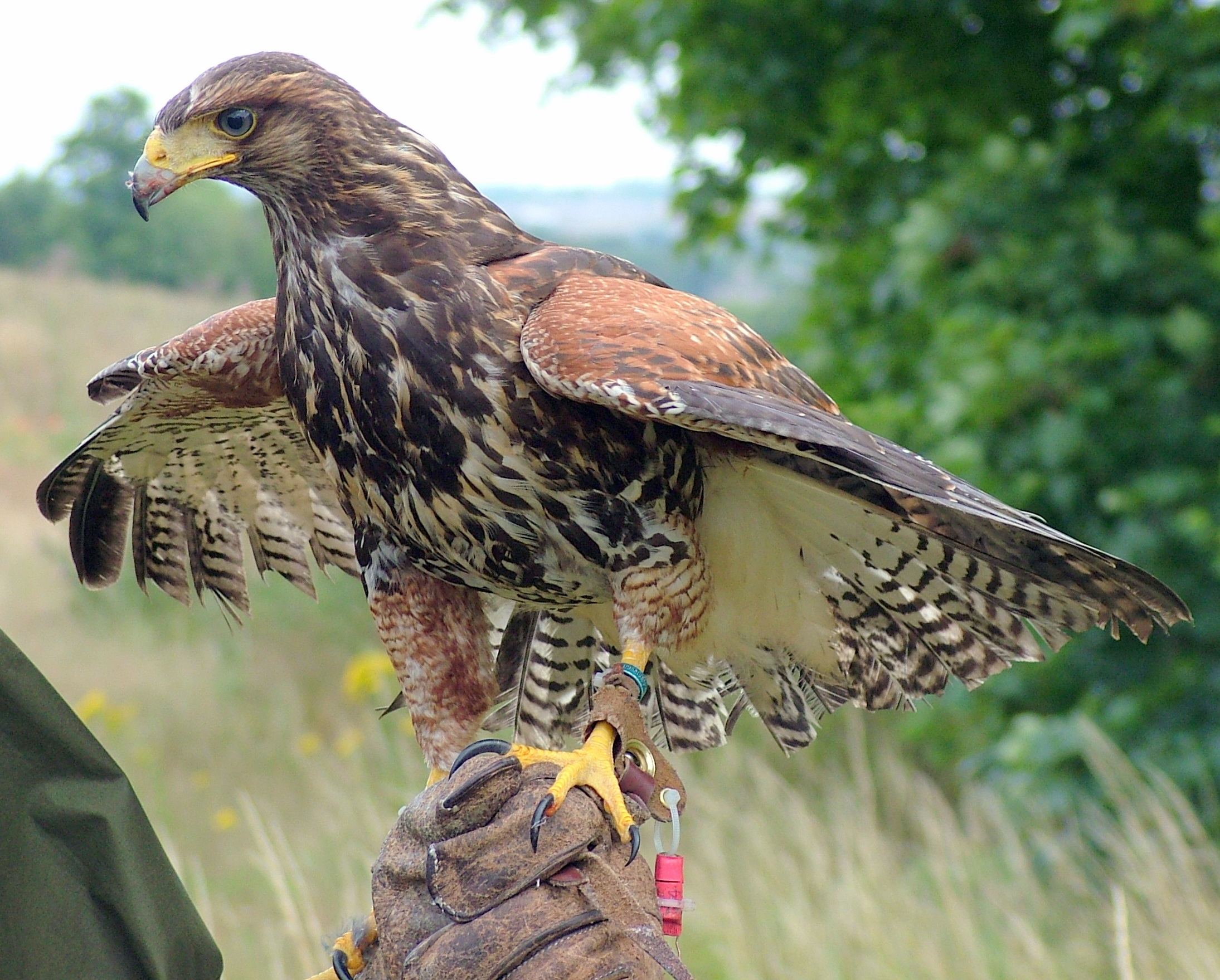
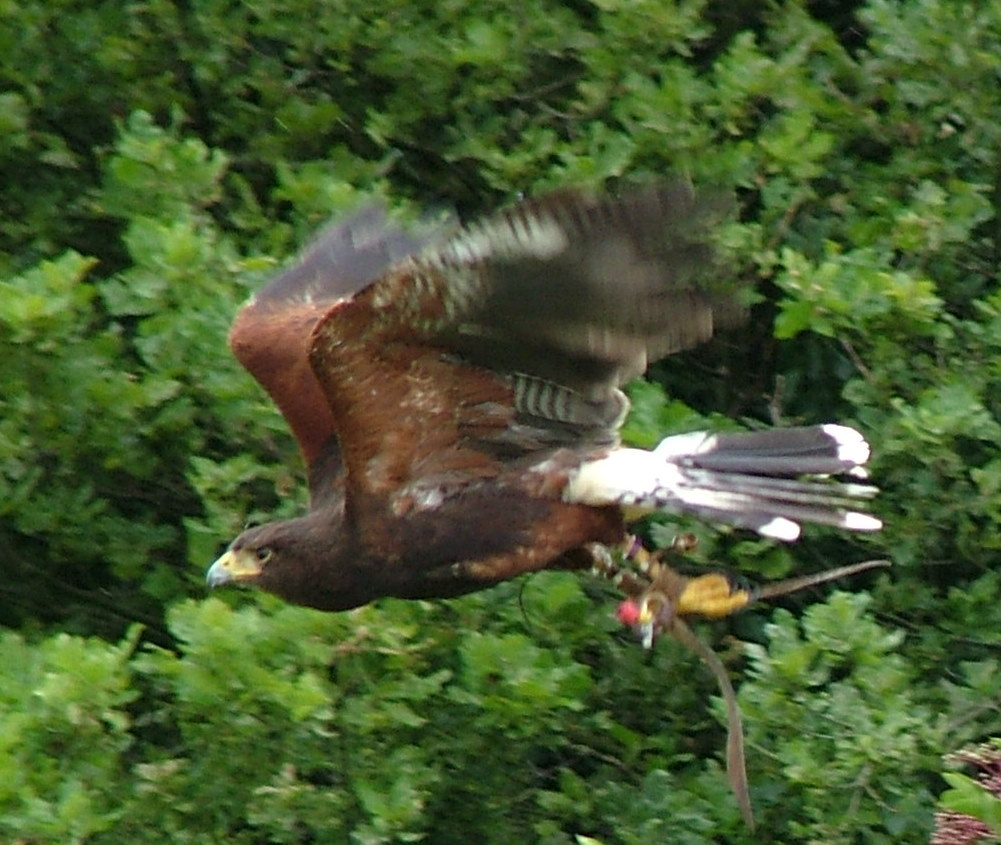
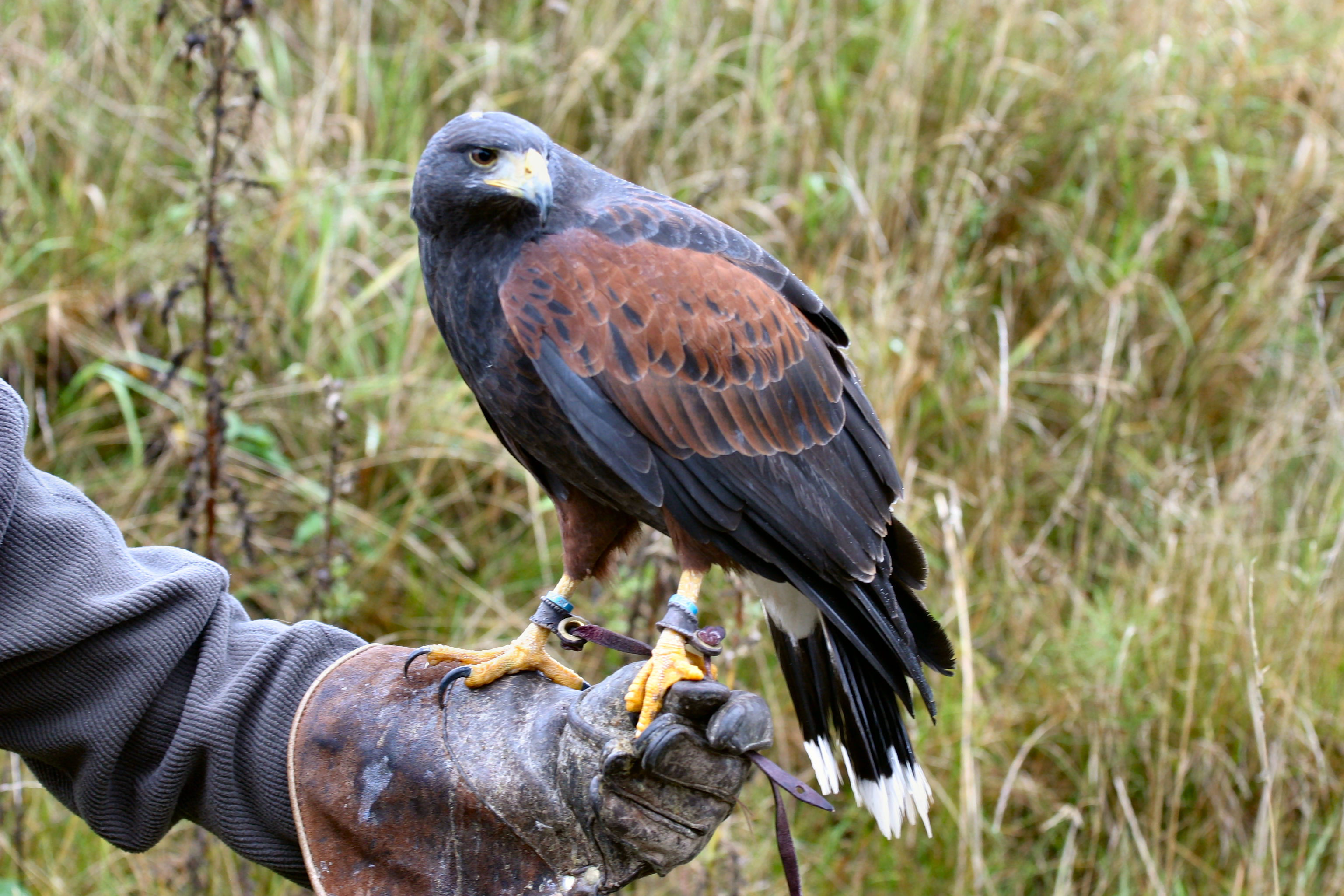
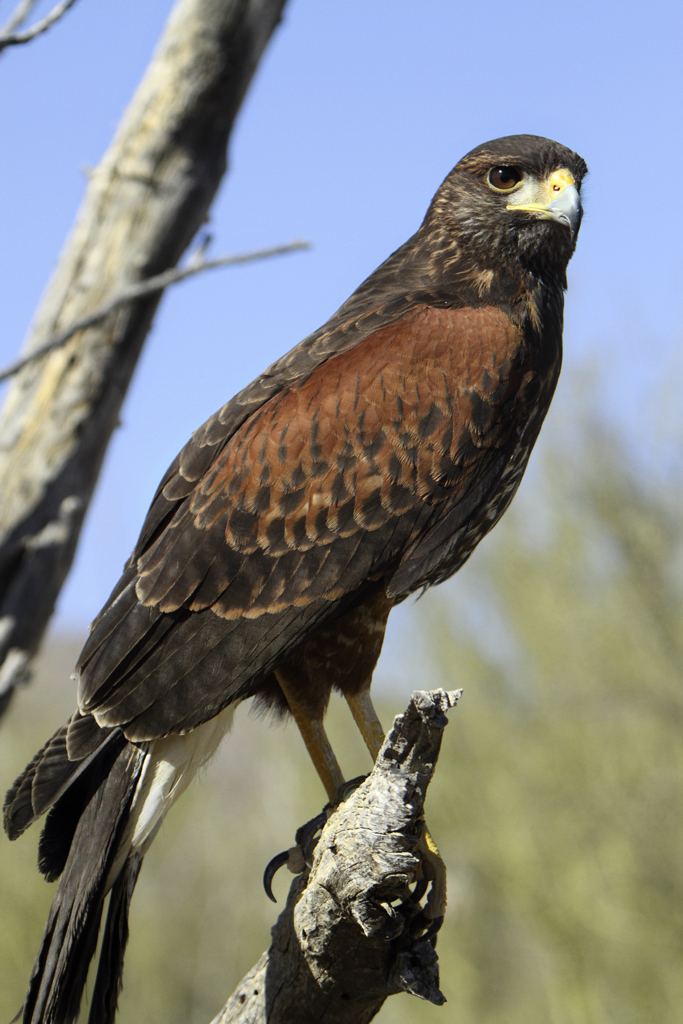